# 고착
고착(영어: Fixation, 독일어: Fixierung)은 시대 착오적인 성적 특성의 지속성을 나타내기 위해 1905년 지그문트 프로이트에 의해 도입된 심리학 용어이다. 당시 이 용어는 자아와 객체 관계의 전체 콤플렉스 대신, 특정 시대의 특정 본능적 목적뿐만이 아니라 지속적인 애착을 의미했지만, 후에 리비도 단계의 이론의 발전과 함께, 고착은 넓은 의미를 얻게 되었다.

## 같이 보기
- 광신주의
- 고정 관념 (심리학)
- 성심리 발전
- 회귀 (심리학)
- 약물 중독